# Phytoseius songshanensis
Phytoseius songshanensis är en spindeldjursart som beskrevs av Wang och Xu 1985. Phytoseius songshanensis ingår i släktet Phytoseius och familjen Phytoseiidae. Inga underarter finns listade i Catalogue of Life.